# Mirage (álbum de Fleetwood Mac)
Mirage é o décimo terceiro álbum de estúdio da banda anglo-americana de rock Fleetwood Mac, lançado em junho de 1982.
Depois do som experimental de Tusk (1979), a banda retornou a um sonoridade voltada ao pop rock com elementos do softrock, em referência aos álbuns mais populares do grupo como Rumours (1977). O disco trouxe singles que fizeram sucesso nas paradas britânicas e norte-americanas e foi o primeiro álbum da banda a chegar ao topo da Billboard desde 1977.

## Faixas
1. "Love In Store" (McVie, Recor) - 3:14
2. "Can't Go Back" (Bucknigham) - 2:42
3. "That's Alright" (Nicks) - 3:09
4. "Book Of Love" (Buckingham, Dashut) - 3:21
5. "Gypsy" (Nicks) - 4:24
6. "Only Over You" (McVie) - 4:08
7. "Empire State" (Buckingham, Dashut) - 2:51
8. "Straight Back" (Nicks) - 4:17
9. "Hold Me" (McVie, Patton) - 3:44
10. "Oh Diane" (Buckingham, Dashut) - 2:33
11. "Eyes Of The World" (Buckingham) - 3:44
12. "Wish You Were Here" (McVie, Allen) - 4:45